# Томас дю Перш
Томас (фр. Thomas; ум. 20 мая 1217) — граф Перша с 1202 года, французский полководец. Сын Жоффруа III дю Перш и Матильды Саксонской.

## Биография
После смерти отца в 1202 году, Томас стал графом Перша при регентстве своей матери и её нового мужа, Ангеррана III, сеньора Куси, за которого она вышла замуж в 1204 году. Томас участвовал вместе с отчимом в 1214 году в битве при Бувине на стороне французского короля Филиппа Августа.
В 1216 году английские бароны восстали против своего короля Иоанна Безземельного и предложили английскую корону сыну Филиппа Августа, будущему королю Франции Людовику VIII Льву. Томас был в числе участников французской военной экспедиции, отправившейся в Англию. Смерть Иоанна Безземельного в 1215 году покончила с этой договоренностью, и бароны предпочли принять в качестве короля ещё несовершеннолетнего сына Иоанна, объединившись против французов. Англо-французская армия в ходе военных действий против английских баронов, возглавляемых регентом Уильямом Маршалом, осадила хорошо укрепленный замок Линкольн. В решающей битве при Линкольне (1217), Томас, возглавлявший крупный отряд пехоты, был убит.
Томас был женат на Элисенде Ретельской, дочери Гуго II, графа Ретеля, и Фелиситас, дочери Симона де Бруа. Этот союз не принес детей. Его вдова снова вышла замуж — за Гарнье де Тренеля, сеньора де Мариньи.
Дядя Томаса, Уильям, епископ Шалона, стал его преемником в качестве графа Перша.